# ビキン川

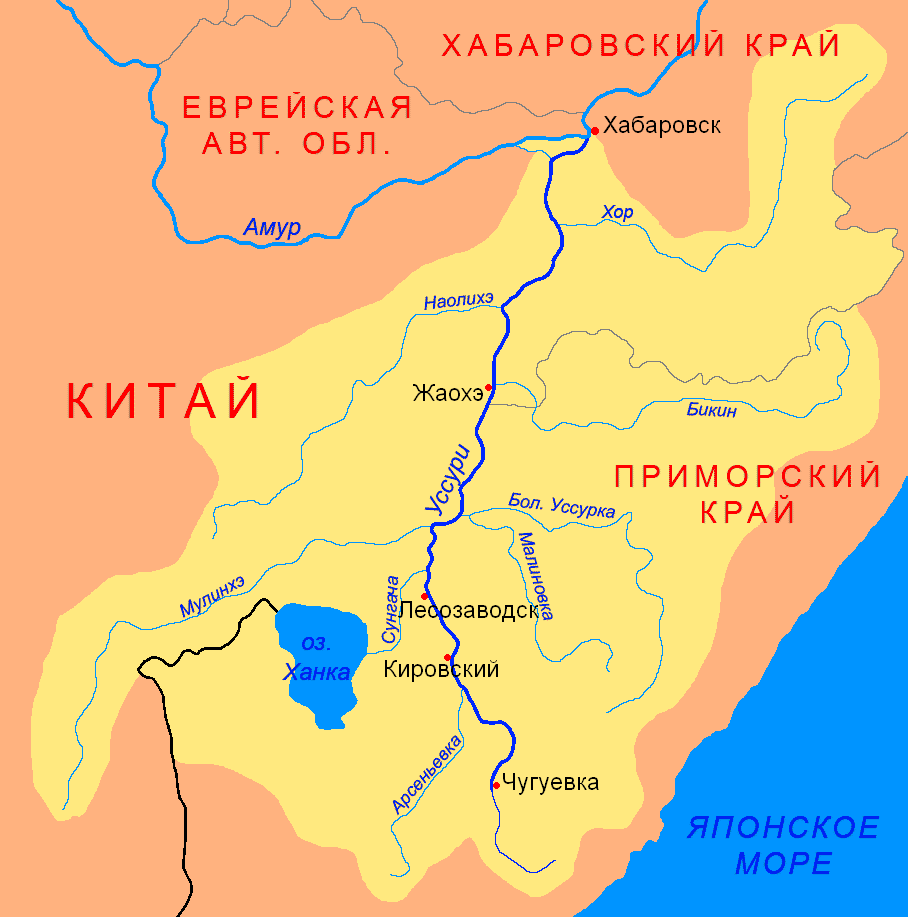
ビキン川流域

ビキン川（ビキンがわ、ロシア語: Бики́н,英語: Bikin）は、ロシアハバロフスク地方・沿海地方を流れるウスリー川の右支流である。 清朝時代は畢歆河と呼ばれていたが、現代中国語では比金河である。

## 概要
水源はシホテアリニ山脈で、全長は560km、流域面積は22,300km²である 。比較的大きな支流にはアルチャン川がある。
ウスリー川との合流点付近にはビキン地区の行政の中心であるビキンが位置する。 
ビキン川流域は歴史的にウデヘ人の居住地域であり、現在も中流域にはウデヘ人の集落クラースヌイ・ヤール村が存在する。

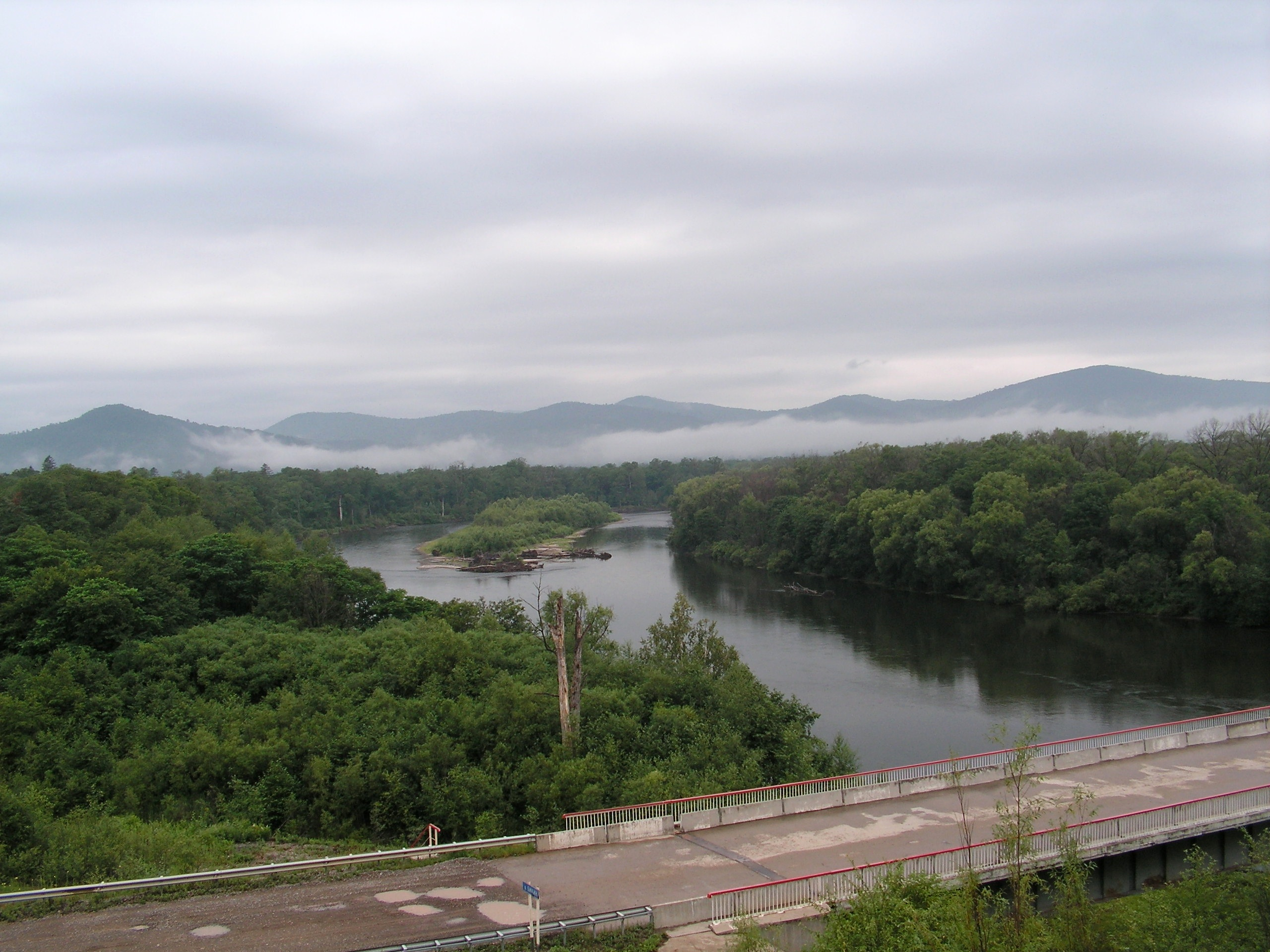
ビキン川（沿海州）

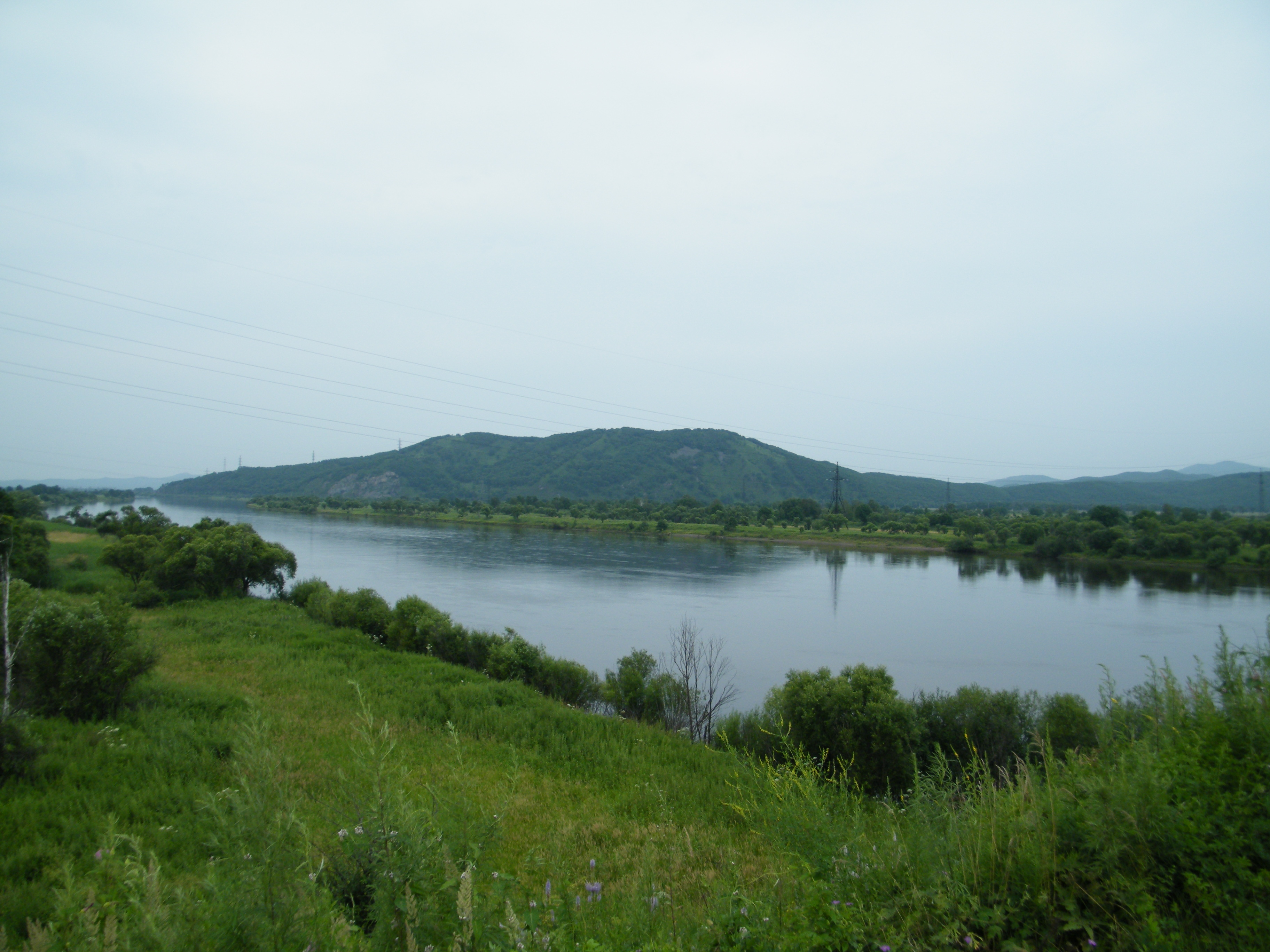
ビキン川（ハバロフスク地方）